# Краснолобая веерохвостка
Краснолобая веерохвостка (лат. Rhipidura rufifrons) — вид воробьиных птиц из семейства веерохвостковых. Обитают в дождевых и тропических лесах, заболоченных редколесьях и манграх Австралии, Индонезии, островов Микронезии, Новой Гвинеи и Соломоновых островов.
Как и большинство видов с широким ареалом, (лат. R. rufifrons) имеет множество подвидов. Однако таксономия все еще находится в состоянии обсуждения. Краснолобую веерохвостку легко отличить по оранжево-красновато-коричневой спине, крупу и основанию хвоста. Оперение груди — черно-белое, переходящее в белое к горлу и подбородку.
Птицы мигрируют, отправляясь весной в места гнездования в юго-восточную Австралию, а осенью обратно север.
Питаются мелкими насекомыми в нижних частях полога. Это очень активные птицы, совершающие короткие и частые перелеты. Во время охоты могут также прыгать в листве или по земле.
Хотя считается, что популяция краснолобой веерохвостки сокращается, относительно широкий ареал и общая численность дают возможность Международному союзу охраны природы (IUCN) относить R. rufifrons к видам вызывающим наименьшее беспокойство (охранный статус LC).

## Таксономия
Эволюционные связи краснолобой веерохвостки достаточно сложны, что приводит к путанице в таксономии. Последнее — не редкость, поскольку в таксономии мы имеем дело с гипотезами об эволюционном статусе вида. В настоящее время все еще продолжаются дебаты о таксономической трактовке подвидов и родственных ему видов R. rufifrons.

### История названия
Краснолобая веерохвостка была впервые описана Джоном Лейтемом в работе 1801 года: «Index Ornithologicus» изначально как Muscicapa rufifrons.
Позднее в работах Vigors & Horsfield была отнесена к роду веерохвосток (лат. Rhipidura).
В результате научное название краснолобой веерохвостки — Rhipidura rufifrons. Rhipidura происходит от греческого: ρϊπός (произносится как rhipido) — «веерообразный» и οὐρά (произносится как oura) — «хвост». Rufifrons происходит от латинских слов: rufus — «красный» и frons — «лоб».

### Родственные виды
В пределах рода веерохвосток (лат. Rhipidura) краснолобая веерохвостка R. rufifrons относится к группе из пяти близкородственных видов: R. rufidorsa, R. brachyrhyncha, R. dahli, R. teysmanni and R. dryas.
Исследование в областти молекулярной филогении показало, что ближайшим родственником R. rufifrons является R. dryas.
R. rufifrons, R. dryas и R. semirubra образуют комплекс видов и все три часто рассматриваются как конспецифичные. Все они являются частью более крупной группы видов, в которую также входят R. teysmanni, R. superflua, R. dedemi, R. opistherythra, R. lepida, R. rufidorsa, R. dahli, R. matthiae and R. malaitae.

### Эволюция
Текущее пространственное распределение краснолобой веерохвостки дает основание предположить, что местом происхождения вида был район Папуа, скорей всего — Новая Гвинея. Предковая форма могла иметь белый подбородок, белое горло и светло-серую грудь, а также серовато-коричневые голову и спину. Косвенные данные свидетельствуют о том, что предковые виды претерпели два периода энергичного расширения ареала (расселения), разделенных периодом неактивности.
Согласно гипотезе Маера (Mayr et al, 1946) в период прошлого расселения:
- Расселение на север и запад сформировало superflua на Буру, teijsmanni на Целебесе и lepida на Палау.
- Расселение на острова Танимбар в море Банда сформировали opistherythra.
- Расселение на север Новой Гвинеи — rufidorsa.
- Расселение на архипелаг Бисмарка — группу dahli-antonii-matthiae.
- Расселение на юго-восток Новой Гвинеи и в близлежащие острова сформировало настоящий подвид rufifrons

Во время более позднего периода расселения группа настоящие rufifrons подверглась «взрывному подвидообразованию», что резко отличалось от застопорившейся эволюции остальных форм. Настоящие rufifrons в дальнейшем развились в восемнадцать подгрупп.

### Подвиды
В какой-то момент краснолобая веерохвостка была надвидом, состоящим из 18 выделяемых подвидов. В таблице они даны в алфавитом порядке:
| Subspecies          | Identified              | Range | Notes |
| ------------------- | ----------------------- | --- | --- |
| R. f. agilis        | Mayr, 1931              | Острова Санта-Крус (Соломоновы острова) | Тускло-коричневый лоб, чёрное горлышко и белая полоса на подбородке. «Брови» не выражены. |
| R. f. brunnea       | Mayr, 1931              | Малаита (Соломоновы острова) | Схож с R. f. rufofronta, но оперение у ушных отверстий темнее. |
| R. f. commoda       | E. J. O. Hartert, 1918  | В пределах Соломоновых островов встречаются на Бугенвиле (Папуа — Новая Гвинея), на Гуадалканале, Малаите, на островах Нью-Джорджия (Макира-Улава). | Коричневые голова, спинка и крылья, надхвостье и основание хвоста — ярко-оранжево-рыжее. Остальная часть хвоста чёрная с широкими белыми кончиками. Белое горло, черная перевязь на груди, чёрные пятна на нижней части груди и охристый низ. Обитает в лесу, особенно часто — в редколесье, предпочитает нижние ярусы. Гиперактивен; обычная поза в движдении — с опущенными крыльями и машущим веером хвостом. Широко распространён. Половина оперения центральной части хвоста — красновато-коричневая. |
| R. f. granti        | E. J. O. Hartert, 1918  | Центральные Соломоновы острова | Схож R. f. commoda кроме чёрных перьев у ушных отверстий . |
| R. f. intermedia    | North, 1902             | Восточная часть Квинсленда (от Куктауна до границы Нового Южного Уэльса); > на север                                                                | Более чёрные пятна на щеках и под глазами чем у R.f. nominate. |
| R. f. kuperi        | Mayr, 1931              | Санта Анна (Соломоновы острова) | В остальном идентичен с R.f. russata, но с более красновато-коричневым лбом и более тёмной шеей, переходящей в красновато-коричневую спинку. |
| R. f. louisiadensis | E. J. O. Hartert, 1899  | Острова Д’Антркасто и острова Луизиада | |
| R. f. mariae        | R. H. Baker, 1946       | Агихан и Рота (Марианские острова) | |
| R. f. melaenolaema  | Sharpe, 1879            | Ваникоро (острова Санта-Крус) | Схож с R. f. utupuae но меньше белого на короткой надбровной дуге, а верх — и оливково-серый. |
| R. f. rufifrons     | Latham, 1801            | Юго-Восточная Австралия (северо-восток Нового Южного Уэльса до юга и центральной Виктории); > на север                                              | Кончики хвостового оперения светло-коричневато-серого цвета. |
| R. f. rufofronta    | E. P. Ramsay, 1879      | Гуадалканал (Соломоновы острова) | Черновато-коричневые кроющие перья у уха и только нижние рулевые перья красновато-коричневого цвета. В остальном — идентичен с R. f. commoda. |
| R. f. russata       | Tristram, 1879          | Остров Сан-Кристобаль (Соломоновы острова) | Идентичен с R. f. commoda, но отличается ярко-оранжевой, а не коричневой спинкой и узкой черной полоской-перевязью на груди. |
| R. f. saipanensis   | E. J. O. Hartert, 1898  | Сайпан and Тиниан (Марианские острова) | |
| R. f. torrida       | Wallace, 1865           | Хальмахера, Тернате, Бачан и Оби (Молуккские острова)                                                                                               | |
| R. f. ugiensis      | Mayr, 1931              | Остров Уги (Соломоновы острова) | Схож с R.f. commoda, за исключением того, что в основном или полностью отсутствует белый цвет на горлышке. Кроме того более светлым является красновато-коричневое оперение верха тела. |
| R. f. uraniae       | E. J. O. Hartert, 1899  | Гуам (Марианские острова) | Вымерший вид. |
| R. f. utupuae       | Mayr, 1931              | Утупуа (Соломоновы острова) | Белые лоб и надбровные дуги, ржаво-коричневые темя и спинка, черное горло и подбородок. |
| R. f. versicolor    | Hartlaub & Finsch, 1872 | Острова Яп (Каролинские острова) | |

Современные орнитологи выделяют только два подвида.

## Описание

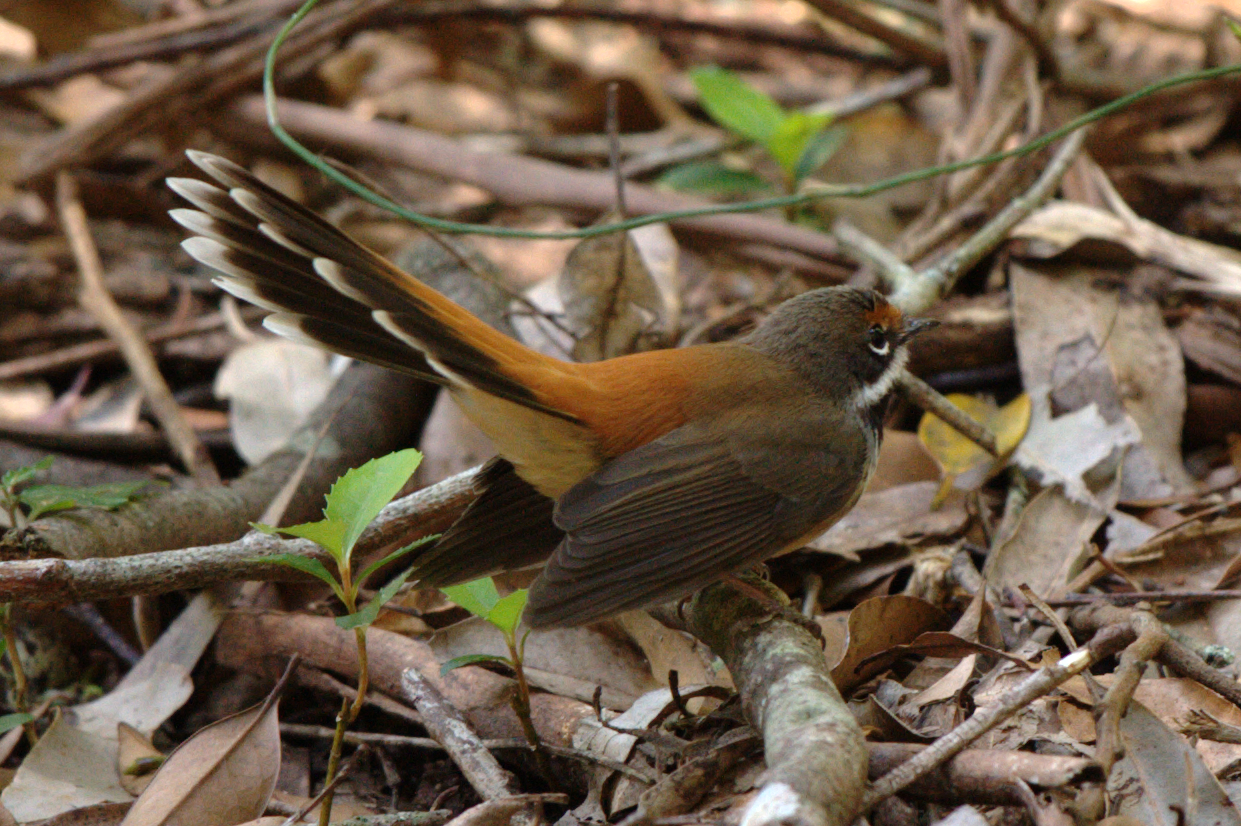
Взрослая особь на лесной подстилке. Королевский национальный парк, Новый Южный Уэльс, Австралия..

Взрослые краснолобые веерохвостки — птицы среднего размера, обычно от 14,5 см до 18,5 см в длину (в среднем около 15 см); и от 18 до 22,5 см (в среднем около 21 см) в размахе крыльев. Весят около 10 г. Самцы и самки выглядят одинаково, однако, самки, как правило, мельче самцов.
Лоб между глазами — насыщенного красновато-коричневого цвета. Прямо под глазами проходит белая дуга. Оперение верхней части головы, задней части шеи и верхней части спины по цвету являет переход от оливкового к красновато-коричневому, сливающемуся затем с черновато-коричневым цветом длинного веерообразного хвоста. Хвост контрастирует по цвету с собственным основанием — более бледным, часто белым.
Перья над ушными отверстиями, чуть ниже и позади глаз — чёрные. Горло у большинства подвидов белое, на верхней части груди — чёрная полоса. Ниже этой полосы нижняя часть груди беловатая чёрными чешуйчатыми пятнами, беловатый цвет идёт дальше по направлению к центру живота. Глаза, клюв и лапы птицы коричневого цвета.
Все эти цвета не меняются в зависимости от сезона. Однако, по сравнению со взрослыми, у молодых особей обычно более тусклая окраска спины, чуть более коричневый хвост и нижняя часть тела. С другой стороны, основание клюва и и ноги молодых — более бледно-коричневые по сравнению со взрослой особью.
Различия в окраске и описании, характерные для разных подвидов, описаны в соответствующей секции этой статьи.

### Песня
Песня (в том числе призывная) варьируется в зависимости от географического положения:
- в Австралии (номинальная раса) — это одиночный пронзительный писк, переходящий в серию резких пронзительных нисходящих колеблющихся нот;
- в Новой Гвинее (R. f. louisiadensis) длинная позвякивающая серия с громкими трелями и более неуверенными свистами или «серия писклявых нисходящих переливчатых звуков»;
- на Бугенвиле (R. commoda) описывается как отдельная серия высоких коротких нот, причем первая — из вдвое более длинных;
- на Сайпане (R. f. saipanensis) — «красивый переливчатый свист, начинающийся довольно пронзительно, затем переливчатый».

Другие крики включают одиночное тихое свистящее «уит», пронзительное писклявое «чип-чип» или «цит-цит» и одиночное, часто резкое «чип».
Эти звуки типа «чип-чип» часто первым делом привлекает внимание наблюдателя. Этот вызов имеет высокую тональность, с двумя звуками: «чип-чип», издаваемыми в быстрой последовательности. Звуки раздаются во время поиска пищи, защиты территории и могут использоваться в качестве сигнала тревоги при обнаружении хищника.

## Распространение и среда обитания

### Распространение
Краснолобая веерохвостка встречается Австралия, Юго-Восточной Азии и в океанических регионах Микронезии и Меланезии. Живут на Малых Зондских и Молуккских островах Индонезии, в южной части Новой Гвинеи и связанных с ней островов, на Соломоновых островах, Марианских островах и острове Яп (Каролинские острова). В Австралии они встречаются в северных и восточных прибрежных районах.
Ареалы отдельных подвидов подробней перечислены в этой статье в разделе «Подвиды».

### Среда обитания
Краснолобые веерохвостки обитают во влажных и умеренно густых лесах.
И в пределах этих зон они демонстрируют удивительно широкий спектр предпочтений.
Их можно встретить в эвкалиптовых лесах, мангровых зарослях, во влажных тропических лесах и редколесьях (обычно возле реки или болота). Изредка они встречаются даже в сухих склерофилловых лесах. Помимо открытых пастбищ и открытых засушливых районов, в регионе Австралии-Папуаа не так много основных типов ландшафта, которые не могут быть заселены хотя бы одним подвидом краснолобой веерохвостки.
Краснолобые веерохвостки обычно занимают нижние ярусы: подлесок или подполог, отклоняясь не более чем на 6 м от земли. Разные подвиды могут предпочитать немного разные места обитания, иногда дискретные или перекрывающиеся.

## Поведение и экология
Исследования социального поведения краснолобой веерохвостки немногочисленны. Некоторые наблюдатели анекдотично описывают этих птиц как любопытных и доверчивых, в то время как другие — как застенчивых. Однако существует и консенсус в описании: все сходятся на том, что R. rufifrons гиперактивны, постоянно в движении, непоседливы и всё время размахивают хвостом-веером.
Обычно их можно наблюдать порхающими в нижних затенённых ярусах их среды обитания, совершающих короткие, частые полеты, в промежутках между которыми могут ненадолго усесться, а иногда и прыгающими в листве или на земле.

### Размножение

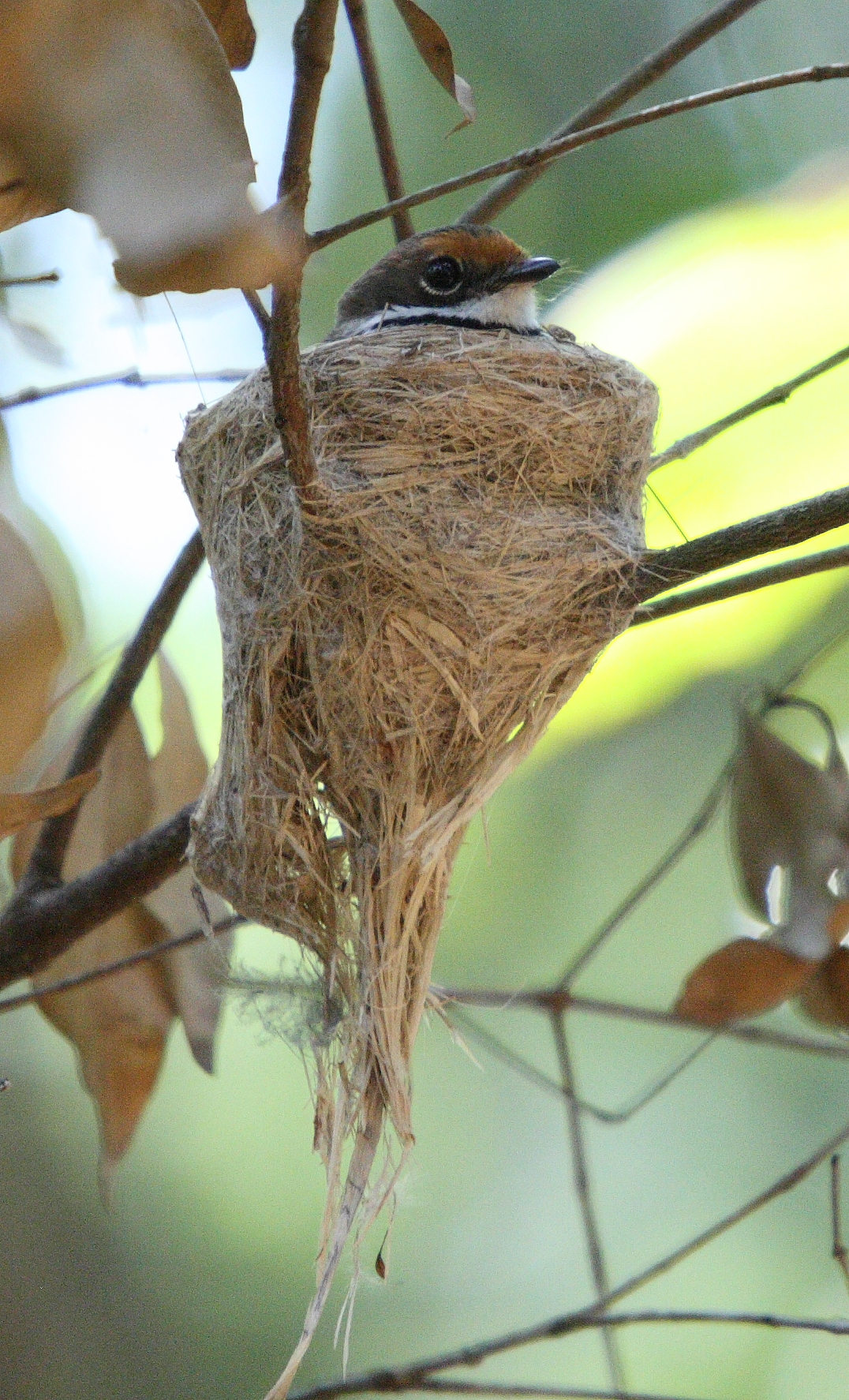
Взрослая особь на гнезде. Илука, Новый Южный Уэльс, Австралия.

Наблюдаются обычно либо поодиночке, либо парами. Хотя их социальные связи малоизвестны, но ясно, что они гнездятся парами и считаются моногамными. Самцы поют как для защиты, так и для обозначения своей территории. Иногда это может вылиться в интенсивные, быстрые и продолжительные вокальные «баталии».
После спаривания оба партнёра начинают искать подходящее место для гнездования. При этом окончательное решение в выборе места гнезда остается за самкой. Известно, что некоторые самцы кормят своих самок до 2-3 недель до и во время выбора места для гнезда и во время строительства гнезда. Гнёзда строятся в основном в районах тропических лесов или защищенных влажных оврагах с обильным плотной растительностью, такой как деревья, саженцы, кустарники и виноградные лозы. Гнездо обычно строится на развилке между двумя почти горизонтальными ветвями дерева рядом с источником воды, например, ручьем. По виду его часто сравнивают с винным бокалом со сломанной ножкой. Гнездо строят обычно в ноябре, декабре и январе из тонких полос коры деревьев, травы, корешков мха и гниющей древесины.
Сами яйца — круглые или овальные, иногда заостренные на одном конце. Их цвет обычно описывается как нечто среднее между бледно-кремовым и желтовато-белым. со светло-коричневыми и фиолетовыми отметинами или пятнами. Обычно в кладке — 3-4 яйца.
Родительские обязанности, в которые входят кормление птенцов и удаление их фекальных мешочков из гнезда,-. делятся (часто чередуясь) между самцами и самками. Хотя наблюдатели замечали только самок за насиживанием (высиживанием) отложенных яиц, предполагается, что это могут делать и самцы.
Через четыре-пять недель после вылупления птенцы покидают гнездо. Однако они останутся поблизости от него (на этой территории) до тех пор, пока не предпримут свою первую миграцию.

### Миграционное поведение
Некоторые подвиды имеют немного отличающиеся модели миграции. Однако подавляющее большинство из них демонстрируют чёткое миграционное поведение: они используют один и тот же маршрут из года в год и имеют регулярное время отправления и прибытия. Весной начиная с сентября и достигая пика в октябре, они мигрируют для размножения в юго-восточную Австралию, , а затем осенью, в марте и апреле — на север. Это поведение хорошо изучено.

### Еда и поиск добычи

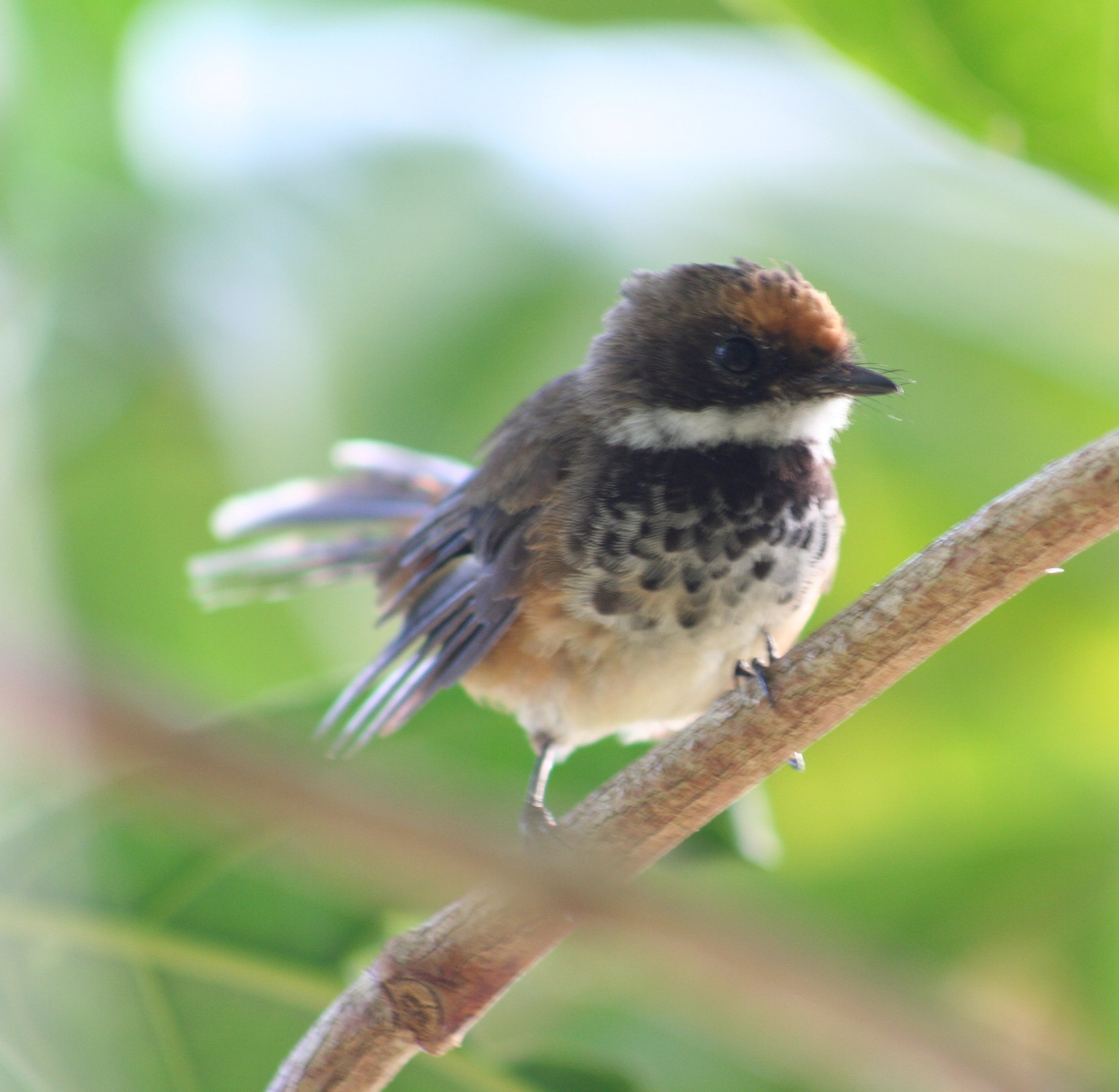
Взрослая особь на насесте. Сайпан, Северные Марианские острова.

Краснолобые веерохвостки питаются в основном мелкими насекомыми и часто для охоты присоединяются к смешанным стаям. Такие стаи обычно состоят из разных мелких воробьинообразных птиц таких как: очковый монарх (лат. Symposiachrus trivirgatus), лесная сорокопутовая мухоловка (лат. Colluricincla megarhyncha), большеклювая кустовка (лат. Sericornis magnirostra) и, реже — белоглазый медосос (лат. Glycichaera fallax).
Краснолобые веерохвостки в основном собирают пищу в воздухе, редко садясь во время кормления. Добычу находят во время почти непрерывного движения в растительности и между растительностью. Птицы останавливаются (присаживаются) очень ненадолго, распуская в это время хвосты веером. Гораздо реже останавливаются более чем на пять секунд, чтобы осмотреть окрестности.
Как только добыча обнаружена, они будут преследовать ее, демонстрируя чрезвычайно подвижный и маневренный полет в пределах кроны (демонстрируя броски, преследования вплотную или порхающую погоню).
Тем не менее, краснолобые веерохвостки — универсальные собиратели, показывающие различные методы добычи пищи, иногда паря, чтобы подобрать добычу из листьев и (очень редко) с земли или других предметов. По сравнению с другими видами веерохвосток них более длинные ноги, что позволяет им также быстро передвигаться по земле.

### Угрозы/выживание
Предположительно большую угрозу для кладок и выводков птенцов представляет пестрохвостая ворона-флейтист (лат. Strepera graculina).

## Антропогенное воздействие

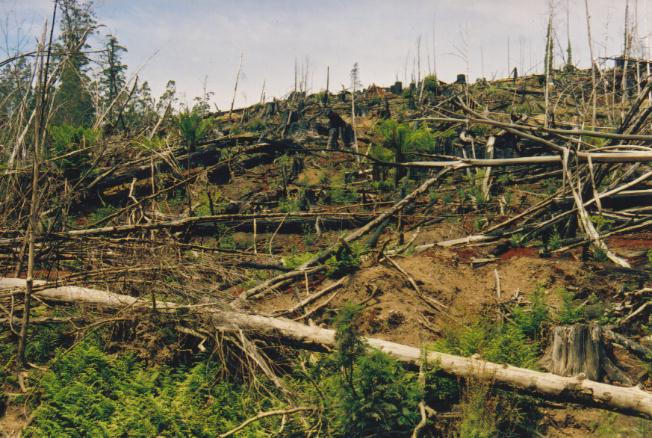
Последствия вырубки леса в Тасмании, Австралия.

Было показано, что вырубки лесов влияет на кормовое поведение R. rufifrons: — птицы начинают переходить от лесной подстилки к нижнему пологу. Однако, краснолобые веерохвостки предпочитают нетронутые леса. Вырубка сокращает среду обитания для размножения и увеличивает риск фрагментации популяций, особенно если эти леса находятся на путях миграции.

## Охранный статус
Ареал краснолобой веерохвостки очень обширен и, соответственно, по параметру малой области распространения (<20,000 km2),- вид нельзя отнести к уязвимым.
Хотя размер популяции не был достаточно изучен, считается, что он сокращается, но недостаточно быстро, чтобы вид можно было отнести к уязвимым и по этому параметру.
Таким образом, Rhipidura rufifrons по классификации Международного союза охраны природы (IUCN) относится к видам, вызывающие наименьшие опасения (LC).